# Bernard Charlan
Bernard Charlan (de son vrai nom Marcel Saulay), né le 6 novembre 1915 dans le 5e arrondissement de Paris et mort le 20 janvier 2001 à Montmorency (Val-d'Oise), est un acteur français. Ce comédien de second plan était un habitué des films comiques.

## Filmographie

### Cinéma

#### Longs métrages
- 1945 : La Cage aux rossignols de Jean Dréville
- 1947 : Le Beau Voyage de Louis Cuny
- 1948 : Clochemerle de Pierre Chenal
- 1948 : Scandale de René Le Hénaff
- 1950 : Et moi j'te dis qu’elle t'a fait d'l'œil de Maurice Gleize
- 1951 : Le Passage de Vénus de Maurice Gleize
- 1954 : Minuit... Champs-Élysées de Roger Blanc
- 1956 : À la manière de Sherlock Holmes d'Henri Lepage
- 1957 : Ce joli monde de Carlo Rim
- 1957 : Les trois font la paire de Sacha Guitry et Clément Duhour
- 1958 : Un certain monsieur Jo de René Jolivet
- 1958 : Miss Pigalle de Maurice Cam
- 1958 : Ni vu, ni connu de Yves Robert
- 1959 : Un témoin dans la ville d'Édouard Molinaro
- 1960 : Chaque minute compte de Robert Bibal
- 1961 : La Famille Fenouillard d'Yves Robert
- 1961 : Les Moutons de Panurge de Jean Girault
- 1963 : Le Glaive et la Balance d'André Cayatte
- 1963 : Le Temps des copains de Robert Guez
- 1963 : Bébert et l'omnibus de Yves Robert
- 1963 : Judex de Georges Franju
- 1963 : Les Strip-teaseuses ou ces femmes qu’on croit faciles de Jean-Claude Roy
- 1964 : Les Gorilles de Jean Girault
- 1965 : Les Copains d'Yves Robert
- 1965 : Les Mordus de Paris de Pierre Armand
- 1966 : Monsieur le président-directeur général de Jean Girault
- 1966 : Le Soleil des voyous de Jean Delannoy
- 1967 : Les Grandes Vacances de Jean Girault
- 1967 : Alexandre le bienheureux d'Yves Robert : le maire
- 1969 : Du blé en liasses de Claude Brunet
- 1969 : Aux frais de la princesse de Roland Quignon
- 1970 : Le Distrait de Pierre Richard
- 1970 : Le Gendarme en balade de Jean Girault
- 1972 : Le Grand Blond avec une chaussure noire d'Yves Robert
- 1972 : L'Insolent de Jean-Claude Roy
- 1973 : L'Événement le plus important depuis que l'homme a marché sur la Lune de Jacques Demy
- 1973 : Je prends la chose du bon côté de Michel Gérard
- 1973 : Je sais rien, mais je dirai tout de Pierre Richard (rôle coupé au montage)
- 1973 : Les Vacanciers de Michel Gérard
- 1973 : Un nuage entre les dents de Marco Pico
- 1974 : Y'a un os dans la moulinette de Raoul André
- 1974 : La Kermesse érotique de Jean Levitte
- 1974 : Mort d'un guide de Jacques Ertaud (téléfilm diffusé en salles)
- 1974 : Soldat Duroc, ça va être ta fête de Michel Gérard
- 1975 : On a retrouvé la septième compagnie de Robert Lamoureux
- 1976 : Un éléphant ça trompe énormément d'Yves Robert
- 1976 : Dis bonjour à la dame de Michel Gérard
- 1979 : Courage fuyons d'Yves Robert
- 1979 : L'Œil du maître de Stéphane Kurc
- 1982 : On s'en fout, nous on s'aime de Michel Gérard
- 1982 : T'es folle ou quoi ? de Michel Gérard
- 1983 : Retenez-moi... ou je fais un malheur ! de Michel Gérard

#### Courts métrages
- 1947 : Le Mystérieux Colonel Barclay de Jacques Vilfrid
- 1947 : Matricule 1 / Monsieur Placide s'évade de Jacques Vilfrid
- 1966 : Tonton Bernard d'Annie Dulac

### Télévision
- 1961 : Le Temps des copains de Robert Guez, épisodes 17, 25 : Bernard, le régisseur du théâtre
- 1963 : Janique Aimée de Jean-Pierre Desagnat (César) - feuilleton télévisé -
- 1963 : L'inspecteur Leclerc enquête de Yannick Andreï, (TV)  épisode : Voir Paris et mourir
- 1964 : L'Abonné de la ligne U de Yannick Andreï
- 1966 : En votre âme et conscience, épisode : Le Secret de la mort de monsieur Rémy de  Jean Bertho
- 1967 : Les Enquêtes du commissaire Maigret de Claude Barma, épisode : Cécile est morte
- 1967 : En votre âme et conscience, épisode : L'Affaire Dumollard de  Jean Bertho
- 1967 : Salle n° 8 de Robert Guez et Jean Dewever : le masseur/le brigadier-chef (ép. 28/57, 60)
- 1969 : D'Artagnan de Claude Barma
- 1969 : Les Enquêtes du commissaire Maigret de François Villiers, épisode : La Nuit du carrefour : le commissaire local
- 1972 : François Gaillard ou la vie des autres de Jacques Ertaud, épisode : Michel
- 1972 : Les Rois maudits, feuilleton télévisé de Claude Barma
- 1973 : La Ligne de démarcation - épisode 2 : Mary (série télévisée) : le commissaire
- 1974 : L'Accusée, feuilleton télévisé de Pierre Goutas
- 1974 : Un curé de choc (26 épisodes de 13 minutes) de Philippe Arnal
- 1975 : Pilotes de courses, série télévisée de Robert Guez : un officiel
- 1977 : Richelieu ou Le Cardinal de Velours de Jean-Pierre Decourt
- 1977 : Recherche dans l'intérêt des familles de Philippe Arnal
- 1977 : D'Artagnan amoureux, mini-série de Yannick Andréi : La Folène
- 1978 : Les Grandes Conjurations, épisode : Le Connétable de Bourbon de Jean-Pierre Decourt
- 1979 : Par-devant notaire, segment : La Résidence du bonheur de Jean Laviron : Bernac
- 1981 : Au théâtre ce soir : L'Amant de Bornéo de Roger Ferdinand, Paul Armont, José Germain, mise en scène Michel Roux, réalisation Pierre Sabbagh, théâtre Marigny
- 1982 : Médecins de nuit de Stéphane Bertin, épisode : Jo Formose (série télévisée) : le médecin fédéral
- 1983 : Quelques hommes de bonne volonté (mini-série TV) réal. François Villiers
- 1983 : Les Enquêtes du commissaire Maigret de René Lucot (série télévisée), épisode : Maigret s'amuse

## Théâtre
- 1968 : Gugusse de Marcel Achard, mise en scène Michel Roux, théâtre de la Michodière
- 1973 : L'Homme en question de Félicien Marceau, mise en scène Pierre Franck, théâtre de l'Atelier
- 1982 : Le Nombril de Jean Anouilh, mise en scène Jean Anouilh et Roland Piétri, Tournée Karsenty-Herbert